# Muralles carlines de Benissanet
Les muralles carlines de Benissanet foren un sistema defensiu bastit al segle xix que envoltava Benissanet durant les Guerres Carlines. La Primera Guerra Carlina va ser el 1833-39, la segona entre els anys 1846 i 1849 i la darrera carlinada va ser els anys 1872-76. Situades a poca distància al sud-est del nucli urbà de la població de Benissanet, a l'extrem de llevant del nucli històric de la vila, a la zona del camp de la Vila, pel camí de les Mitjanes.

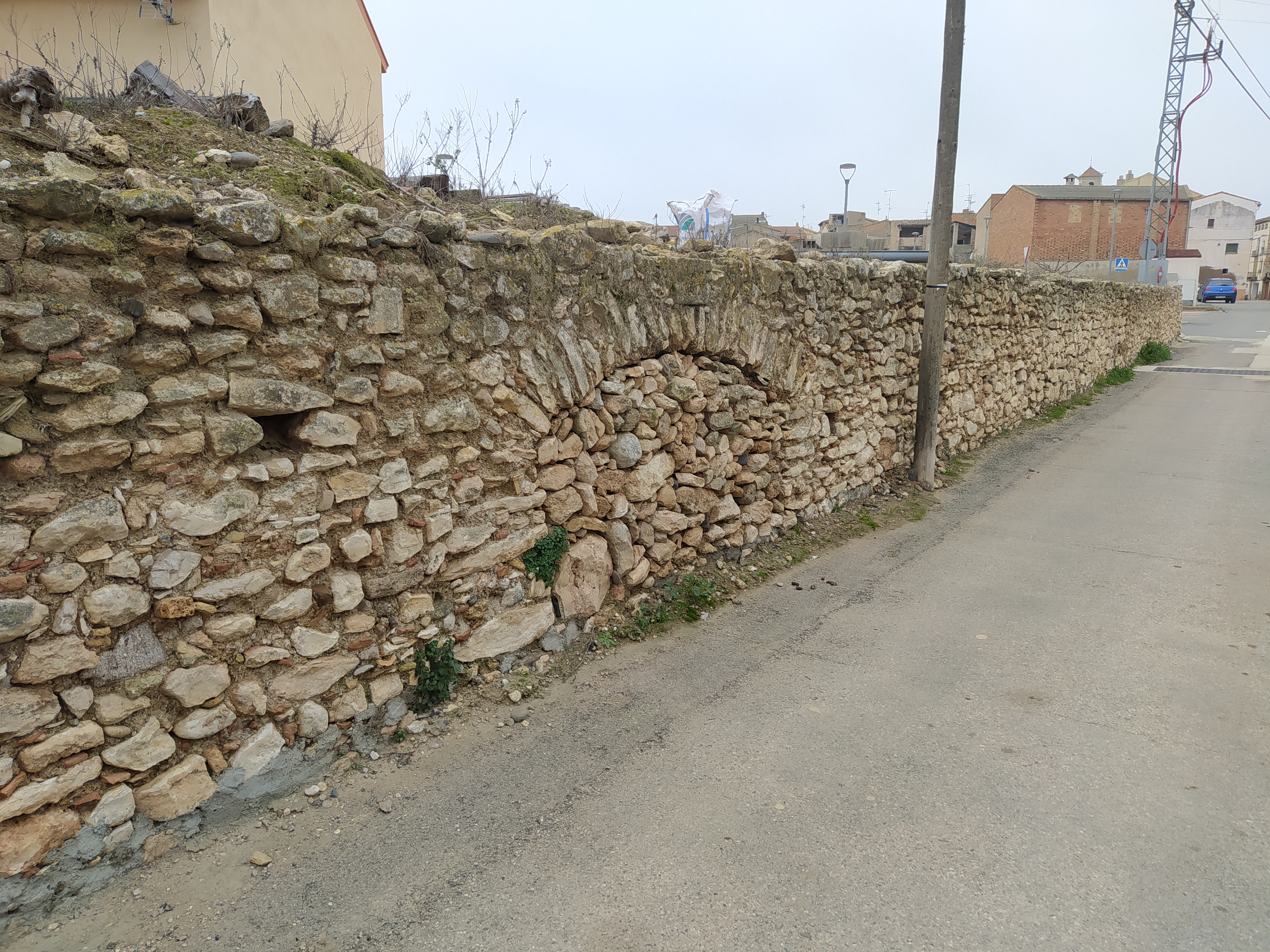
Muralles Carlines

Es tracta de les restes conservades de l'antiga muralla carlina que protegia la vila, actualment integrades i reconvertides en marges o feixes que delimiten una zona rústica. Es conserva un tram d'uns cinc metres de longitud per un metre i mig d'alçada, que presenta diverses refeccions, sobretot pel que fa al coronament de l'estructura. El tram presenta una antiga porta d'arc rebaixat, amb les pedres disposades a sardinell, actualment tapiada. Damunt l'obertura hi ha un carreu de pedra gravat amb la inscripció "ANNO 1840". Als costats d'aquesta porta es conserven diversos forats de bastida, delimitats per quatre pedres desbastades, utilitzats pel bastiment del mur. La construcció està bastida en pedra desbastada de mida mitjana, disposada en filades més o menys regulars i lligada amb morter de calç. S'observen diverses refeccions fetes amb fragments de maons.